# Condado de Gloucester (Nueva Jersey)
El condado de Gloucester (en inglés: Gloucester County), fundado en 1686, es un condado en el estado estadounidense de Nueva Jersey. En el 2010 el condado tenía una población de 288 288 habitantes en una densidad poblacional de 303 personas por km². La sede del condado es Woodbury.

## Geografía
Según la Oficina del Censo, el condado tiene un área total de 873 km² (337,1 mi²), de la cual 842 km² (325,1 mi²) es tierra y 31 km² (12,0 mi²) (3,62%) es agua.

### Condados adyacentes
- Condado de Filadelfia (Pensilvania) (norte)
- Condado de Camden (noreste)
- Condado de Atlantic (sureste)
- Condado de Cumberland (sur)
- Condado de New Castle (Delaware) (oeste)
- Condado de Delaware (Pensilvania) (noroeste)

## Demografía
En el 2007 la renta per cápita promedia del condado era de $69 990, y el ingreso promedio para una familia era de $82 556. En 2000 los hombres tenían un ingreso per cápita de $43 825 versus $31 077 para las mujeres. El ingreso per cápita para el condado era de $22 708 y el 6,20% de la población estaba bajo el umbral de pobreza nacional.

## Localidades

### Ciudad
Woodbury

### Boroughs
Clayton |
Glassboro |
National Park |
Newfield |
Paulsboro |
Pitman |
Swedesboro |
Wenonah |
Westville |
Woodbury Heights

### Municipios
Deptford |
East Greenwich |
Elk |
Franklin |
Greenwich |
Harrison |
Logan |
Mantua |
Monroe |
South Harrison |
Washington |
West Deptford |
Woolwich

### Lugares designados por el censo
Beckett |
Gibbstown |
Mullica Hill |
Oak Valley |
Richwood |
Turnersville |
Victory Lakes |
Williamstown

### Áreas no incorporadas
Bridgeport |
Clarksboro |
Cooper |
Cross Keys |
Franklinville |
Greenfields Village |
Harrisonville |
Malaga |
Mickleton |
Monroeville |
Mount Royal |
Sewell |
Thorofare